# José María Velasco Maidana
José María Velasco Maidana (Sucre, Bolivia; el 4 de julio de 1896 - Houston, Estados Unidos; 2 de diciembre de 1989) fue un director de cine, compositor, director, actor, pintor y bailarín. Es uno de los precursores del cine boliviano.

## Biografía
Nació en Sucre, Bolivia, el 4 de julio de 1896 y falleció el 2 de diciembre de 1989 en Huston, Estados Unidos.
Conocido por sus ballets y obras sinfónicas, algunos de los cuales abarcan temas nacionales/autóctonas" y también por sus películas.  Entró en la industria del cine "en el comienzo mismo de la producción boliviana de ficción".  Su primera película, La profecía del lago, se realizó en 1925, justo después de "Corazón Aymara", la primera película de ficción realizada en Bolivia por Pedro Sambarino en 1925. La profecía del lago cuenta la historia de amor contemporánea entre un aymara y la hija de un terrateniente.  La película fue censurada, debido a su "crítica social" y debido a los prejuicios sociales de la época respecto a las relaciones entre distintas clases sociales. 
Velasco Maidana luego comenzó su propia compañía de producción, Urania Films. Sus dos siguientes películas, "Wara Wara" (1930) y "Hacia la Gloria"(1931) se realizaron y presentaron en formato cinematográfico y Wara Wara es la única película boliviana de la época del cine silente que sobrevive actualmente.  Velasco Maidana realizó también algunos cortometrajes documentales, "antes de regresar a la música".
Luego de su incursión en el cine, se dedicó exclusivamente a la música, y dejó a Bolivia para trabajar en el extranjero.  Entre sus ballets notables se puede citar "Amerindia" (1940).
Le Courrier] (enlace roto disponible en Internet Archive; véase el historial, la primera versión y la última). describe su interpretación de los indígenas bolivianos indígenas no sólo como una asimilación del espíritu de su tiempo, sino también como progresista para la época, poniendo de relieve la condición de los pueblos indígenas, denunciando el racismo, y planteando la cuestión de su papel en la sociedad.
En 1940,  Maidana, retorna a Bolivia de Alemania donde había estado el año anterior, y organiza la Orquesta Nacional de Conciertos con la que ese año estrenó su ballet Amerindia.  En torno al grupo de la Orquesta Nacional de Conciertos se constituiría luego la  Orquesta Sinfónica Nacional  de Bolivia, creada mediante Decreto Supremo Nro. 297 el 6 de abril de 1945.